# Organizacja Harcerska Związku Młodzieży Polskiej
Organizacja Harcerska Związku Młodzieży Polskiej, OH ZMP – organizacja „pseudoharcerska”, działająca w latach 1950–1956 po bezprawnej likwidacji, przez władze komunistyczne w 1949, struktur Związku Harcerstwa Polskiego. Wzorowana była na Organizacji Pionierskiej im. Włodzimierza Lenina, działającej w ZSRR. Działała w ramach Związku Młodzieży Polskiej. Przekształcona (deklaratywnie) w 1956 w Organizację Harcerską Polski Ludowej.

## Upadek idei OH ZMP
Czynnikiem początkującym głębokie przemiany w krajach bloku radzieckiego była śmierć Stalina 5 marca 1953. Już jesienią 1954 rozpoczęła się krytyka OH ZMP. Zwrócono uwagę na panującą na zajęciach „harcerskich” nudę, naśladowanie pracy dorosłych, szkolne metody pracy i nadmiar elementów rozumowych. Za przyczynę tego uznano niewystarczającą znajomość psychiki dziecięcej przez przewodników drużyn oraz ich nieumiejętność dostosowania zajęć do zainteresowań i potrzeb dzieci w różnym wieku.
Na przełomie 1954/1955 pierwsze echa dyskusji zaczęły docierać na łamy prasy. Pojawiało się coraz więcej propozycji uatrakcyjnienia zbiórek harcerskich oraz zastanawiano się nad przywróceniem sprawności. W lutym 1955 ukazał się artykuł Wiktorii Dewitzowej, redaktora naczelnego Świata Młodych, w piśmie Nowe Drogi, zawierający wnikliwą analizę przyczyn kryzysu pracy wychowawczej OH oraz postulat sięgnięcia do sprawdzonych, odpowiadających psychice dzieci metod pedagogicznych.
Na posiedzeniu sekretariatu ZG ZMP 10 maja 1955 przewodnicząca ZMP Helena Jaworska opowiedziała się za możliwością zasięgania przez instruktorów do metod wychowawczych wypróbowanych w dawnym harcerstwie, podkreślając jednak, że nie są dla nas do przyjęcia żadne skautowe tradycje. Stwierdziła też, iż trzeba treść od metod oderwać. W Sopocie 6–11 lipca obradowała grupa działaczy PZPR, ZMP i oświatowych w celu omówienia koniecznych zmian w pracy OH. Wypracowano obszerny artykuł Jak poprawić pracę harcerstwa opublikowany pod koniec sierpnia w prasie. W środowisku ZMP nazwano go potocznie artykułem siedmiu proroków. Jeszcze jesienią tego roku przystąpiono do opracowywania nowego prawa i przyrzeczenia.
W styczniu 1956 przyjęto Zasady działalności Organizacji Harcerskiej, które kodyfikowały dotychczasowe podstawy organizacyjne harcerstwa. Dokument w szerokim zakresie zmieniał charakter OH – ustanowiono okres próbny przed złożeniem przyrzeczenia, zapowiedziano wprowadzenie sprawności i wydrukowanie książeczek harcerskich, zniesiono obowiązek codziennego noszenia chusty, przemianowano przewodniczącego rady drużyny na drużynowego, a 29 stycznia 1956 przyjęto nowe treści przyrzeczenia i prawa Harcerskiego. W związku z tym wydarzeniem organizowano uroczyste zbiórki drużyn, na których harcerze odnawiali swoje Przyrzeczenia.
Za umowny koniec OH ZMP przyjmuje się 3 maja 1956, gdy Prezydium ZG ZMP przyjmuje propozycję struktury wyodrębnionej Organizacji Harcerskiej Polski Ludowej. W praktyce, przekształcenie OH ZMP w OHPL objęło głównie struktury, zaś znaczna część jednostek organizacyjnych funkcjonowała bez świadomości tego „przekształcenia” aż do swego rozpadu, lub włączenia (w grudniu 1956) do Związku Harcerstwa Polskiego.